# Æon Flux
Æon Flux är en animerad science fiction-TV-serie, som ursprungligen sändes i olika former på kanalen MTV under 1990-talet med start 1991. TV-serien har sedan dess hunnit med att även bli TV-spel, tecknad serie och spelfilm. Æon Flux skapades av den koreansk-amerikanske animatören Peter Chung.
Utmärkande för serien är att huvudpersonen, agenten Æon Flux, dör i slutet av varje episod.